# Torre del Caracol
La torre del Caracol es una construcción arquitectónica que se encuentra en la localidad española de Benavente (provincia de Zamora).
Es una torre que fue parte del castillo de la Mota de Benavente, una de las pocas partes que se conservan en pie del inmenso y lujoso castillo-palacio que los Pimentel poseyeron en esta localidad. En su apogeo fue uno de los más importantes y suntuosos alcázares de toda España. La extensión de sus jardines abarcaba gran parte del valle por el que pasa el río Órbigo que se extiende a sus pies. Aún se conservan multitud de fuentes y esculturas pertenecientes a este jardín, casi todas en manos privadas.

## Historia

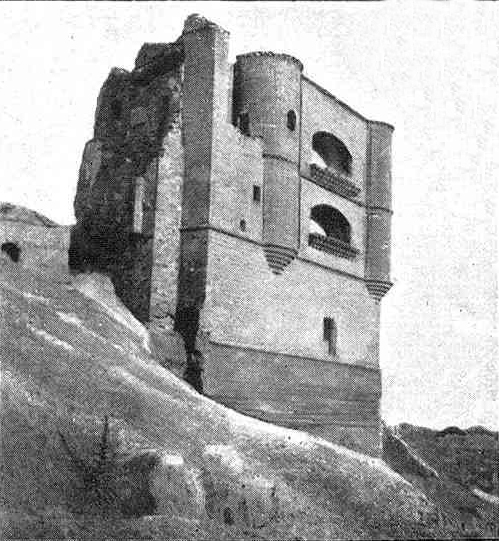
Fotografía de Luis Calamita de la torre (La Esfera, 1923)

La mayor parte del castillo fue destruida por las tropas francesas durante la Guerra de la Independencia, conservándose únicamente la hermosa y original torre, obra realizada con una mezcla de los estilos gótico y renacentista, a principios del siglo XVI por el IV y V conde de Benavente, pertenecientes a la Casa Pimentel. El origen de esta Casa se remonta al siglo XII, cuando el portugués Juan Alonso de Pimentel fue nombrado primer conde de Benavente. En la fachada de dicha torre todavía se conservan algunos escudos de ellos. 
Hoy en día es propiedad del Gobierno central, declarada Monumento Nacional, está restaurada y junto a otras edificaciones más modernas está integrada en el Parador Nacional de Turismo de Benavente. En el interior hay que destacar en su planta principal un artesonado mudéjar que perteneció al convento de San Román del Valle, hoy también desaparecido. Existe la posibilidad de visitarla parcialmente, pero es conveniente consultar previamente días y horario de visitas.

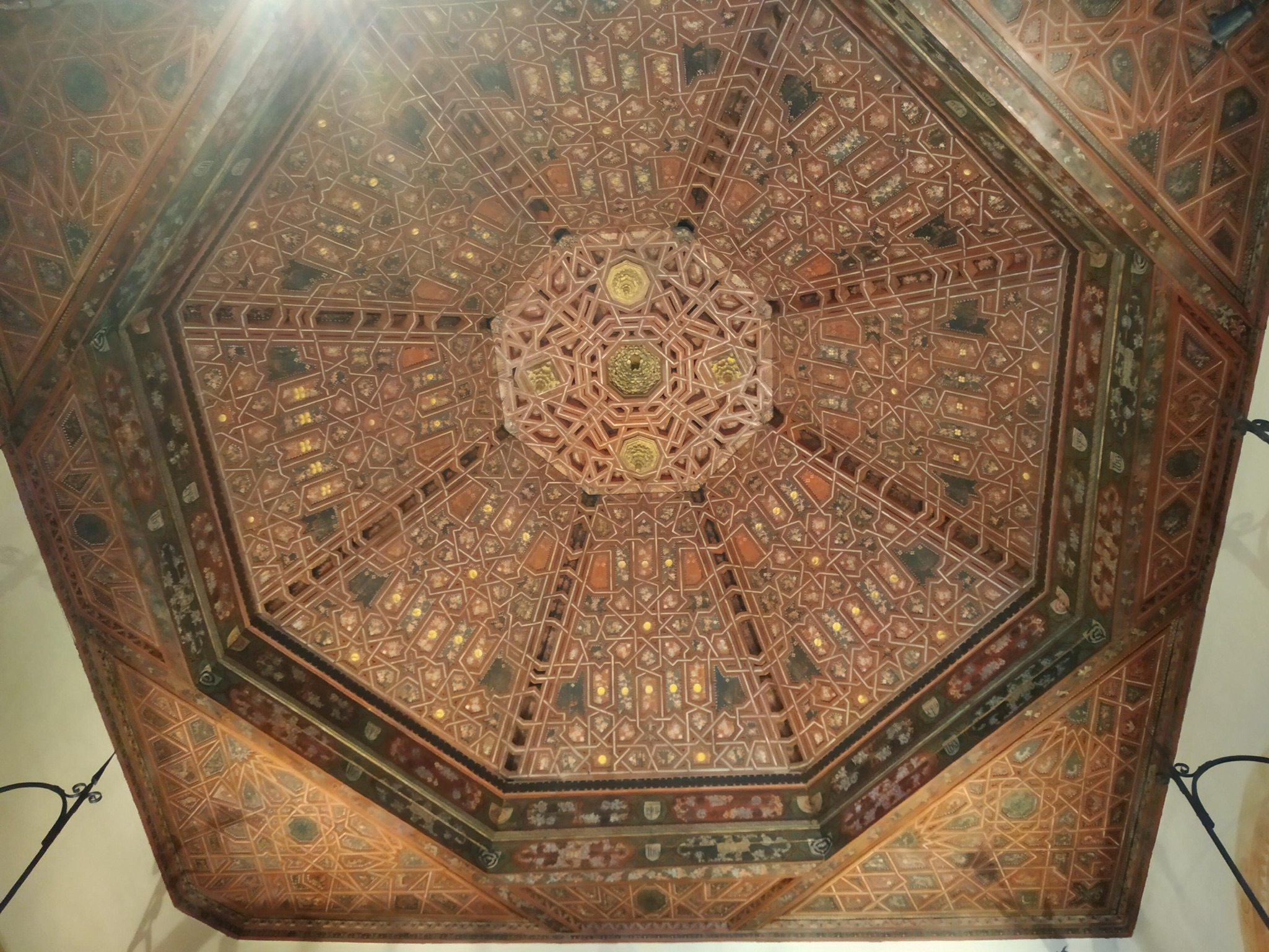
Artesonado situado en la Torre del Caracol del Parador Nacional Fernando II en Benavente